# Ronald Araújo
Ronald Federico Araújo da Silva (născut pe 7 martie 1999 în Rivera, Uruguay) este un fotbalist uruguayan care joacă pe postul de fundaș central la echipa națională a Uruguayului și la clubul catalan, F. C. Barcelona, din La Liga, Spania.

## Carieră

### Barcelona
La 29 august 2018, Araújo a semnat un contract pe cinci ani cu FC Barcelona pentru o sumă de 1,7 milioane de euro, plus 3,5 milioane în diverse variabile; a fost inițial repartizat către echipa de rezervă din Segunda División B. Și-a făcut debutul cu prima echipă -și în La Liga- pe 6 octombrie anul următor, ieșind de pe bancă pentru a-l înlocui pe Jean-Clair Todibo în minutul 73 al unei victorii cu 4-0 pe teren propriu împotriva lui Sevilla; cu toate acestea, a fost eliminat în minutul 86 după ce l-a faultat pe Javier Hernández.
Pentru sezonul 2020–21, Araújo a fost promovat în echipa principală, primind tricoul numărul 4, care a fost purtat anterior de Ivan Rakitić. Pe data de 19 decembrie 2020, a marcat primul său gol în La Liga pentru Barcelona într-o remiză 2-2 pe teren propriu împotriva lui Valencia.

## Statistici
La meciul jucat pe 25 mai 2025.
| Club          | Sezon         | Campionat                  | Campionat | Campionat | Cupă    | Cupă   | Continental | Continental | Altele  | Altele | Total   | Total  |
| Club          | Sezon         | Divizie                    | Meciuri   | Goluri    | Meciuri | Goluri | Meciuri     | Goluri      | Meciuri | Goluri | Meciuri | Goluri |
| ------------- | ------------- | -------------------------- | --------- | --------- | ------- | ------ | ----------- | ----------- | ------- | ------ | ------- | ------ |
| Rentistas     | 2016          | Uruguayan Segunda División | 3         | 1         | –       | –      | –           | –           | –       | –      | 3       | 1      |
| Rentistas     | 2017          | Uruguayan Segunda División | 14        | 6         | –       | –      | –           | –           | –       | –      | 14      | 6      |
| Rentistas     | Total         | Total                      | 17        | 7         | –       | –      | –           | –           | –       | –      | 17      | 7      |
| Boston River  | 2017          | Uruguayan Primera División | 9         | 0         | –       | –      | –           | –           | –       | –      | 9       | 0      |
| Boston River  | 2018          | Uruguayan Primera División | 18        | 0         | –       | –      | 4           | 0           | –       | –      | 22      | 0      |
| Boston River  | Total         | Total                      | 27        | 0         | –       | –      | 4           | 0           | –       | –      | 31      | 0      |
| Barcelona B   | 2018–19       | Segunda División B         | 22        | 3         | –       | –      | –           | –           | –       | –      | 22      | 3      |
| Barcelona B   | 2019–20       | Segunda División B         | 20        | 3         | –       | –      | –           | –           | 2       | 0      | 22      | 3      |
| Barcelona B   | Total         | Total                      | 42        | 6         | –       | –      | –           | –           | 2       | 0      | 44      | 6      |
| Barcelona     | 2019–20       | La Liga                    | 6         | 0         | 0       | 0      | 0           | 0           | 0       | 0      | 6       | 0      |
| Barcelona     | 2020–21       | La Liga                    | 24        | 2         | 4       | 0      | 3           | 0           | 2       | 0      | 33      | 2      |
| Barcelona     | 2021–22       | La Liga                    | 30        | 4         | 2       | 0      | 10          | 0           | 1       | 0      | 43      | 4      |
| Barcelona     | 2022–23       | La Liga                    | 22        | 0         | 4       | 1      | 3           | 0           | 2       | 0      | 31      | 1      |
| Barcelona     | 2023–24       | La Liga                    | 25        | 1         | 2       | 0      | 8           | 0           | 2       | 0      | 37      | 1      |
| Barcelona     | 2024–25       | La Liga                    | 12        | 1         | 4       | 0      | 8           | 1           | 1       | 0      | 25      | 2      |
| Barcelona     | Total         | Total                      | 119       | 8         | 16      | 1      | 32          | 1           | 8       | 0      | 175     | 10     |
| Total carieră | Total carieră | Total carieră              | 205       | 21        | 16      | 1      | 36          | 1           | 9       | 0      | 266     | 23     |

1. ↑  Apariții în Copa Sudamericana
2. ↑  Apariții în Segunda División B play-offs
3. 1 2 3  Apariții în UEFA Champions League
4. ↑  Apariții în Supercopa de España
5. ↑  Cinci apariții în UEFA Champions League, cinci apariții în UEFA Europa League
6. 1 2 3 4  Apariții în Supercopa de España
7. ↑  O apariție în UEFA Champions League, două apariții în UEFA Europa League